# ليروي إيواس
ليروي سي إيواس (15 فبراير 1896، ويلمنجتون، إلينوي - 22 يوليو 1965، حيفا، إسرائيل) أحد أنصار قضية الدين البهائي. أعلن والداه أنفسهما بهائيين في عام 1898 واصطحبا إيواس لمقابلة عبد البهاء أثناء رحلات الأخير في الولايات المتحدة في عام 1912. انتقل إيواس إلى سان فرانسيسكو بعد زواجه من سيلفيا كولمان وسرعان ما أصبح ناشطًا في المجتمع البهائي المحلي.

## الخدمة في المركز البهائي العالمي
وقد عينه رئيس الديانة البهائية في النصف الأول من القرن العشرين، شوقي أفندي، في المجلس البهائي الدولي، وهو السلف لبيت العدل الأعظم، في ديسمبر 1951، حيث خدم حتى عام 1961 كأمين عام. ولكي يتمكن من أداء واجباته، ترك عمله في قطاع السكك الحديدية، حيث عمل هناك قرابة أربعين عاماً، وانتقل إلى حيفا، حيث أقام هناك حتى نهاية حياته.
أشرف عن كثب على بناء وإكمال مرقد الباب، حيث أطلق شوقي أفندي اسمه على الباب الموجود على المثمن.
بعد وفاة شوقي أفندي، كان إيواس من بين أيادي القضية التسعة الذين أُنتخبوا كوصي على الإيمان البهائي في 25 نوفمبر 1957. سافر كثيرًا وبعيدًا عن المنزل لتعزيز ونشر الإيمان، حتى مع ضعف صحته بعد أن بدأت مشاكل القلب تظهر عليه في عام 1953. كانت رحلته الأخيرة إلى ثماني مناطق في الولايات المتحدة خلال عام 1964 سبباً في إضعافه إلى درجة أنه لم يستطع العودة إلى حيفا لمدة ستة أشهر وتوفي بعد أقل من عام. وقد دفن في مقبرة البهائيين في جبل الكرمل في حيفا.

## أعمال
- إيواس، ليروي سي، جوليا لينش تشانلر، وميرزا أحمد سهراب. ثلاث رسائل . نيويورك: قافلة الشرق والغرب ، 1954.

## فهرس
- آدمسون، هيو سي. "إيواس، ليروي سي." القاموس التاريخي للدين البهائي . لانهام، ماريلاند: دار سكيركرو للنشر، 2007.